# Sergio Marinangeli
Sergio Marinangeli (Gualdo Tadino, 2 juli 1980) is een Italiaanse wielrenner.

## Overwinningen
2005
- 1e etappe Ronde van Oostenrijk

2006
- GP Beghelli

## Resultaten in voornaamste wedstrijden
| Jaar | Ronde van Italië | Ronde van Frankrijk | Ronde van Spanje |
| ---- | ---------------- | ------------------- | ---------------- |
| 2004 |                  | opgave              |                  |
| 2005 |                  |                     |                  |

| Jaar | Milaan-San Remo | Rund um den Henninger-Turm |
| ---- | --------------- | -------------------------- |
| 2004 |                 | 10e                        |
| 2005 | 119e            |                            |

Astolfi ·
Bennati · 
Cardellini · 
Cipollini  ·
Colombo · 
Derganc ·
Gasperoni ·
Gentili ·
Giunti ·  
González · 
Jones · 
Kolobnev ·
Lobato · 
Lombardi ·
Marinangeli ·
Martín ·
Mondini ·  
Ongarato · 
Pospjejev · 
Scarponi ·
Scirea ·
Secchiari ·
Simeoni ·
Valoti ·
Di Nucci (stagiair) ·
Garbelli (stagiair)
Aug ·
Bajenov · 
Cardellini · 
Cipollini ·
Clinger ·
Colombo · 
Derganc ·
Fagnini ·
Failli ·
Fischer ·
Galletti ·
Gentili ·
Giunti ·  
Iannetti ·
Jones · 
Kolobnev · 
Lombardi ·
Marinangeli ·
Mori ·  
Naudužs ·
Scarponi ·
Scirea ·
Secchiari ·
Simeoni ·
Valoti ·
Agnoli (stagiair) ·
De Fino (stagiair)
Bailetti ·
Bosisio ·
Celli ·  
Chiarini ·
Cucinotta ·
Di Luca ·
Ermeti ·
Ferrara ·
Ferrari ·
Golčer · 
Laganà ·
Marinangeli ·
Maserati ·
Montaguti · 
Petacchi · 
Pidhorny ·
Pietropolli ·
Proch ·
Salerno ·
Savoldelli ·   
Spezialetti ·
Negri (stagiair)
Bernucci ·
Bosisio ·
Caruso ·  
Cattaneo ·
Chiarini ·
Cucinotta ·
Di Luca (tot 15/08) ·
Ermeti ·
Ferrari ·
Golčer · 
Laganà ·
Marinangeli ·
Montaguti · 
Negri ·
Ongarato ·
Petacchi · 
Pietropolli ·
Salerno ·   
Spezialetti